# Petter Wallenberg
Petter Wallenberg, född 3 november 1977, är en svensk artist, författare, aktivist och regissör.
Wallenberg skriver och producerar musik, ibland under artistnamnet House of Wallenberg. Han regisserar även musikvideor och dokumentärfilmer och föreställningen Bland drakar och dragqueens där svenska dragartister läser sagor för barn. Wallenberg är grundare av och ordförande för organisationen Rainbow Riots som verkar för hbtq-rättigheter världen över.
Petter Wallenberg var chefredaktör och konstnärlig ledare för tidskriften Mums 2009–2014. Som författade debuterade han 2007 med antologin Bögjävlar och 2013 skrev han boken Historien om Leila K.

## Biografi
2007 bokdebuterade Petter Wallenberg som medförfattare till debattboken Bögjävlar på Bokförlaget Atlas, som kritiserade kommersialiseringen av svensk gaykultur. Expressen kallade Bögjävlar ”en av årets mest lysande och radikala politiska böcker.”
Från 2009 till 2014 var Wallenberg grundare, chefredaktör och creative director på tidningen Mums, en svensk tidning med inriktning på musik, konst, kultur och mode, ofta med udda och excentriska grepp. I tidningen medverkade kända namn som Samantha Fox, Åsa Waldau, Makode Linde, Lillemor Östlin, Leila K, Annina Rabe och Fredrik Strage. För lanseringen av varje nummer iscensatte Mums spektakulära happenings som ett uppträdande med Åsa Waldau “Kristi Brud”, en seans för att kontakta den avlidna poplegenden Whitney Houston, Milli Vanillis comeback och en utställning om konst baserad på Palmemordet där Inger ”Pippi Långstrump” Nilson medverkade. Kulturjournalisten Johan Hilton kallade Mums ”oemotståndlig”.
2013 släppte han under artistnamnet House of Wallenberg sitt debutalbum Legends där han producerat och skrivit musik i samarbete med kvinnliga artister som Leila K, Neneh Cherry, Ari Up, Mapei, Octavia St Laurent från dokumentären Paris is burning och Nicolette från Massive Attack. Jenny Seth på Aftonbladet kallade albumet den ”mäktigaste gästlistan i svensk pophistoria” och Jan Gradvall på Dagens Industri kallade det ”house med tårar, disco med knytnävar.”
Samma år skrev och producerade han singeln Love Yourself Test Yourself som var ledmotiv för en kampanj där målsättningen var att uppmana till regelbundet hiv-testande. Love Yourself Test Yourself fick genomslag både i Sverige och internationellt av bland annat den amerikanske bloggaren Perez Hilton. Resultatet blev att antalet nysmittade i Stockholm efter kampanjperioden minskade för första gången på länge. Love Yourself Test Yourself vann internationellt pris på Clio Healthcare Awards 2014.
2013 var Wallenberg författare till boken Historien om Leila K på bokförlaget Lind & Co. Boken är en blandning mellan undersökande samhällsreportage, musikhistoria och intervjuer om och med artisten Leila K. Boken blev uppmärksammad i både svenska och finska medier och Nanuschka Yeaman på DN Kultur kallade den "ett fascinerande och respektfullt skrivet porträtt"[källa behövs] medan Sanna Rayman lyfte fram den i en ledare för Svenska Dagbladet.
2016 släpptes Wallenbergs andra album My House Is Your House som var inspirerat av tidig house, gospel och soul. På albumet medverkade flera av housemusikens ursprungliga röster, bland annat Adeva, Angie Brown och Victoria Wilson James från Soul II Soul. Singeln “I Believe” kom på 22:a plats på brittiska Music Weekly’s Club Chart. I TV4:s Nyhetsmorgon sade Fredrik Strage att det var ”väldigt nytt och fräscht till skillnad från Summerburst-musiken som varit helt förhärskande i ett decennium nu.”[källa behövs] Corren skrev att det var ”ett konfettiregn av kärlek, stolthet och lust. Precis så mäktigt och glädjefnattshärligt som man bara kan önska.”
Samma år släppte Wallenberg singeln "Keep On Dancing (Until We’re Free)" i samarbete med amerikanska dragartisten Lady Bunny och Jwl B från queer-rapparna Yo Majesty. Intäkterna gick till de anhöriga till Orlando-massakerns offer.
2017 släpptes hans musikalbum Rainbow Riots, komponerat och producerat av Wallenberg i samarbete med queera röster från främst Uganda, Malawi, Sydafrika och Jamaica - några av världens mest hbtq-fientliga länder. Detta var Wallenbergs första albumsläpp under nytt namn. Albumet släpptes under artistnamnet Rainbow Riots, döpt efter den ideella organisationen Rainbow Riots som Wallenberg grundat. Rainbow Riots är ett internationellt nätverk som arbetar för hbtq-rättigheter världen över genom kultur och musik.
Albumet blev uppmärksammat och Wallenberg och hans internationella Rainbow Riots-team blev bland annat intervjuade av bland andra BBC som kallade albumet “Uplifting, defiant, uptempo… The ultimate protest…this is advocacy”. Ett helt kapitel uppkallades efter Rainbow Riots i brittiska journalisten Martin Astons bok Breaking down the walls of heartache: how music came out. Rainbow Riots öppnade Stockholm Pride 2017.
Arbetet med Rainbow Riots har inte varit riskfritt. Genom att arbeta i länder där homosexualitet är straffbart 2016 blev Pride Uganda brutalt nedstängt av landets polis. Wallenberg hamnade mitt i räden och han och hans team hölls som gisslan i flera timmar. Han berättade senare om upplevelsen i svenska medier som Expressen.
2017 arrangerade Wallenberg och hans Rainbow Riots-team Ugandas enda Pride-relaterade event i Kampala vilket uppmärksammades i flera av världens hbt-medier. I en artikel i Gay Times kallades Rainbow Riots för ”amazing” av ordförande för den globala organisationen All Out.
2017 grundade och regisserade Petter Wallenberg föreställningen Bland drakar och dragqueens där svenska dragartister läser sagor för barn. Föreställningen har sedan premiären på Stadsbiblioteket Stockholm turnerat Sverige runt oavbrutet i fem år och även gästspelat på Brooklyn Public Library i New York. Den har uppmärksammats bland annat på framsidan på Dagens Nyheter, i SVT och i Nyhetsmorgon i TV4. 2020 tilldelades Bland drakar och dragqueens Pelle Svanslös Våga vara snäll-pris.
2018 producerade och presenterade Wallenberg podcasten Rainbow Riots Radio med historier med queer-perspektiv från hela världen. Podden lyftes fram av brittiska affärstidningen Financial Times som kallade den “smart and surprising stories.”
2019 öppnade Petter Wallenberg och hans organisation Rainbow Riots Ugandas första hbtq-community centre. Det blev en trygg plats för hbtq-personer i det östafrikanska landet som brukas ses som ett av världens farligaste länder för hbtq-personer, där förföljelse och attacker på denna minoritet är vanligt förekommande.
Centret fördömdes av Simon Lokodo, Ugandas minister för etik och integritet, som förklarade för brittiska nyhetstidningen The Guardian att "homosexualitet inte är tillåtet och helt oacceptabelt i Uganda" och att "hbtq-aktiviteter är förbjudna och kriminaliserade". Trots motståndet öppnade centret på en hemlig plats i Kampala och blev östra Afrikas första hbtq-community center.
2019 lanserade Wallenberg  musikalbumet Rainbow Riots India, i samarbete med Indiens första öppet queera sångare sångare och scenkonstnärer. Rainbow Riots India var ett samarbete med den rörelse som i september 2018 vann den historiska segern för hbt-rättigheter i och med avskaffandet av den 157 år gamla viktorianska lagen Section 377 mot samkönade relationer. Indiska medier utnämnde albumets singel “Love is Love” till “Indiens första Pride-låt” och Wallenberg blev inbjuden att hålla tal på Indiens första lagliga Pridefestival i Mumbai 2019.
Samma år uppträdde Wallenberg och hans indiska samarbetspartners på Stockholm Pride, vilket blev första gången någonsin som indiska hbtq-artister uppträtt på en internationell Pridefestival, vilket kallades “historiskt” av QX.
2020 tilldelades han Arco Nordica 2020-priset från The International Lesbian and Gay Cultural Network för sitt arbete med Rainbow Riots.
2022 skrev och regisserade Wallenberg en ny musikföreställning för barn på Konserthuset Stockholm som del av hans koncept Bland drakar och dragqueens med kända dragartister. Föreställningen innefattade en egenskriven berättelse, dragshow, egenskrivna låtar och levande musik spelad av Kungliga filharmonikernas Orkesterakademi med klassiska musiker från hela Europa. Sedan premiären har föreställningen återkommit till Konserthuset Stockholm för extra speltillfällen samt åkt ut på turné i Sverige.
2022 Petter Wallenberg tilldelades Stockholms stads pris som Årets Folkbildare för sitt arbete med bland annat Bland drakar och dragqueens.

## Diskografi
- 2013: Legends[36]
- 2013: Love Yourself Test Yourself
- 2017: Rainbow Riots[37]
- 2019: Rainbow Riots India[38]

## Utmärkelser
- 2007: Stockholmspriset för årets läsning[39]
- 2009: Stockholmshjälte i DN På stan [40]
- 2012: Sappho in Paradise (för tidningen Mums)[41][42]
- 2014: Clio Awards för stoppa HIV-kampanjen Love Yourself Test Yourself[43]
- 2014: ettårigt stipendium från Sveriges Författarfond [44]
- 2017: Stockholms stads kulturstipendium för musik[45]
- 2020: Pelle Svanslös-Våga vara snäll-stipendium[21]
- 2020: Arco Nordica award from The International Lesbian and Gay Cultural Network[46]
- 2022: Årets folkbildare, Stockholms stad[34]